# Biserica Coconilor

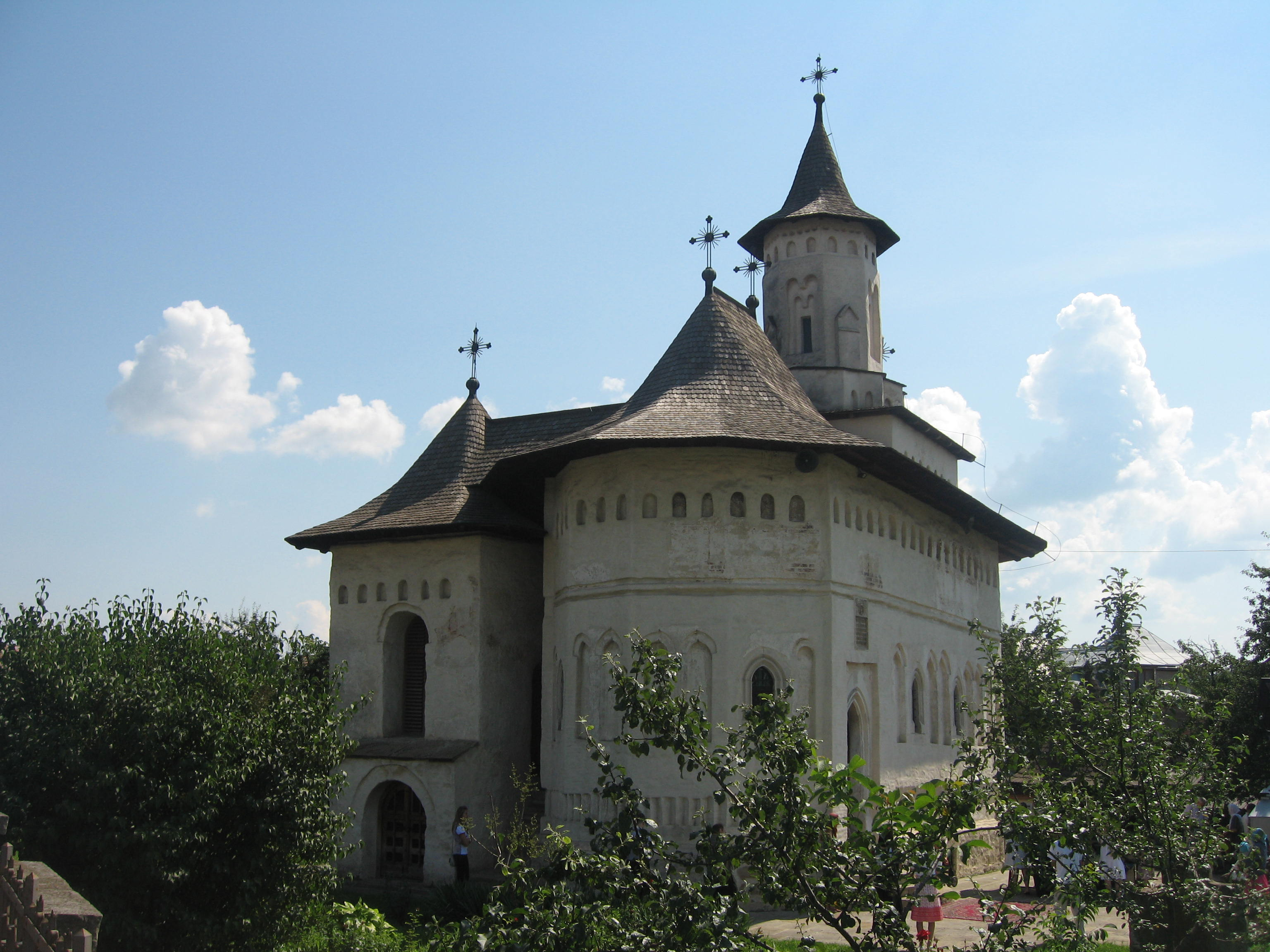
Biserica Coconilor din Suceava

Biserica „Nașterea Sfântului Ioan Botezătorul” din Suceava, cunoscută și sub denumirile de Biserica Coconilor, Biserica Beizadelelor sau Biserica Domnițelor, este o biserică ortodoxă construită în anul 1643 în municipiul Suceava. Ea se află situată pe Strada Ștefăniță Vodă nr. 3, în centrul orașului, în apropiere de Curtea Domnească. Are hramul Nașterea Sfântului Ioan Botezătorul, sărbătorit în fiecare an, în ziua de 24 iunie.
Biserica Coconilor din Suceava a fost inclusă pe Lista monumentelor istorice din județul Suceava din anul 2015, având codul de clasificare  SV-II-m-A-05483.

## Istoric

### Cercetări arheologice
Cercetările arheologice au scos la iveală faptul că pe locul bisericii actuale a existat alt lăcaș de cult care datează cu siguranță din perioada domniei lui Alexandru cel Bun (1400-1432). Urmele bisericii din secolul al XV-lea au fost identificate prin săpăturile arheologice efectuate în interiorul bisericii actuale. În biserică se află o piatră pentru păstrat jarul, care are scris cu litere slavone anul 1481. Pe baza acestei descoperiri, arheologii au presupus că reparațiile bisericii au fost efectuate după 1476, când orașul Suceava a ars în urma incendierii lui de către armata turcă condusă de sultanul Mahomed al II-lea. 
Între anii 1987-1989 au fost întreprinse cercetări arheologice și în curtea Bisericii „Sfântul Ioan Botezătorul”. La circa 6 m spre sud de aceasta, a fost dezvelit un edificiu de piatră cu lungimea de 11,75 m și lățimea de circa 4,50 m, situat în afara Curții Domnești. Clădirea cu beci a fost datată „la sfârșitul secolului al XIV-lea (și cel mai târziu în primii ani ai secolului următor)”, fiind funcțională până în prima jumătate a secolului al XVI-lea. 

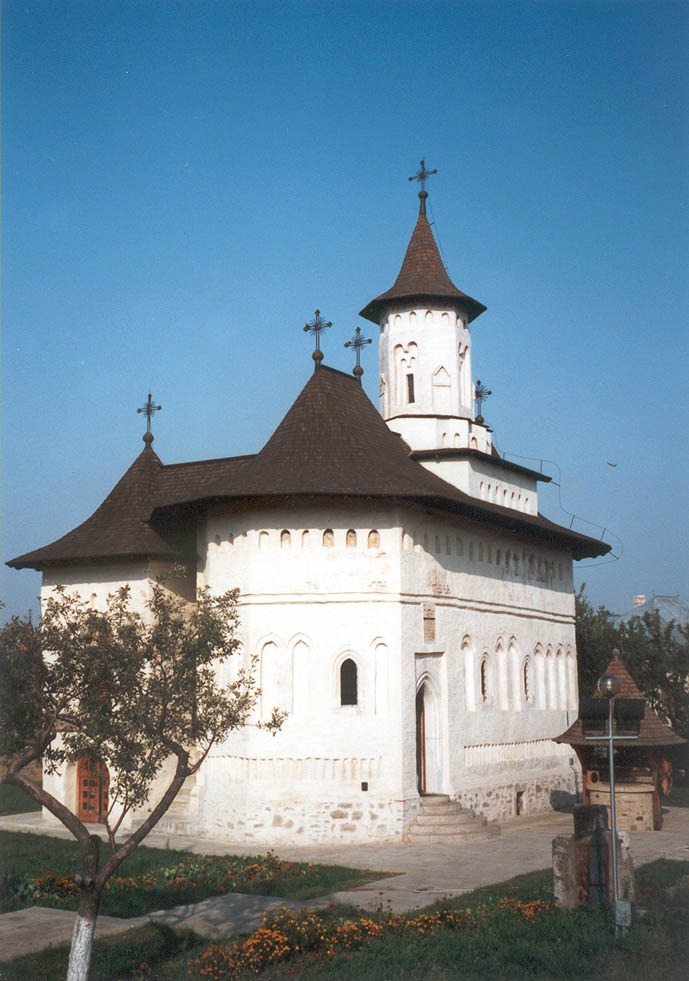
Biserica Coconilor

Cele mai vechi descoperiri arheologice certifică existența unui cimitir și, implicit a Bisericii „Sfântul Ioan Botezătorul”, în prima jumătate a secolului al XV-lea. În curtea bisericii a fost descoperit, cu ocazia săpării unui șanț, la 0,60 m, un mormânt în care a fost găsită o monedă din aur. Este vorba de o imitație genoveză, din insula Chios, a unui ducat venețian, bătut în numele dogelui Tommaso di Campofregoso (1415-1443). Prezența acestui mormânt, datat în prima jumătate a secolului al XV-lea, pare să indice existența aici a unui cimitir și implicit a unei biserici anterioare construirii monumentului din secolul al XVII-lea.

### Biserica actuală
Biserica Coconilor a fost zidită în anul 1643, fiind ctitorită de către domnitorul Vasile Lupu (1632-1653), cu rol de paraclis al curții domnești. Deasupra ușii de la intrare a fost așezată o pisanie în limba slavonă cu următorul cuprins: "Cu voia Tatălui și cu ajutorul Fiului și cu săvârșirea Sfântului Duh, Io Vasile Voievod, Domn al Țării Moldovei, a făcut această biserică unde este hramul Nașterii Sfântului prooroc și înaintemergător și botezător Ioan; și s-a săvârșit în anul 7151 (=1643)". Pisania are la partea superioară Stema Moldovei flancată de două frunze stilizate.
Edificiul a fost reparat și zugrăvit în anul 1884 cu cheltuiala lui Gheorghe Drîmbei și Dumitru Matasar.  El a fost restaurat în perioada 1924-1926 de către Comisiunea Monumentelor Istorice. 

## Arhitectura bisericii
Biserica este de dimensiuni mici, înaltă, zveltă. Planul bisericii amintește de forma arhaică a bisericii de la Lujeni, reluată la începutul secolului al XVII-lea de Biserica Mănăstirii Dragomirna (1602). Biserica are plan dreptunghiular, având spre est o absidă semicirculară (interior și exterior), iar spre vest un pridvor poligonal la exterior și circular în interior. Absida altarului este sprijinită în ax de un contrafort.
În interior, pronaosul este despărțit de naos prin două coloane octogonale care susțin trei arcaturi. Naosul este boltit în stil moldovenesc, având deasupra sa o turlă octogonală supraînălțată pe o bază pătrată și una stelată, ambele fiind prevăzute cu câte un rând de ocnițe. Turla are patru ferestre așezate fiecare într-o nișă dublă, patru contraforturi și un rând de ocnițe la partea superioară.
Decorația bisericii este caracteristică arhitecturii moldovenești din secolul al XVII-lea, în perioada de dezvoltare sub influența artei muntenești:
- brâul în "dinți de ferăstrău" de origine munteană înconjoară biserica, separând firidele de la partea inferioară a fațadei de rândul de ocnițe din registrul superior;
- arcaturi oarbe, în acoladă, pe aproape tot perimetrul bisericii (ca la Biserica Adormirea Maicii Domnului din Ițcani - 1639).

Biserica este flancată în partea nordică de un turn-clopotniță pe sub care se se coboară într-un mic subsol-osuar boltit aflat sub podeaua naosului , stil asemănător cu cel de la Biserica Mănăstirii Pângărați (1642). 
În curte se află o fântână (Șipotul mare), fostă cișmea a curții domnești.

## Imagini

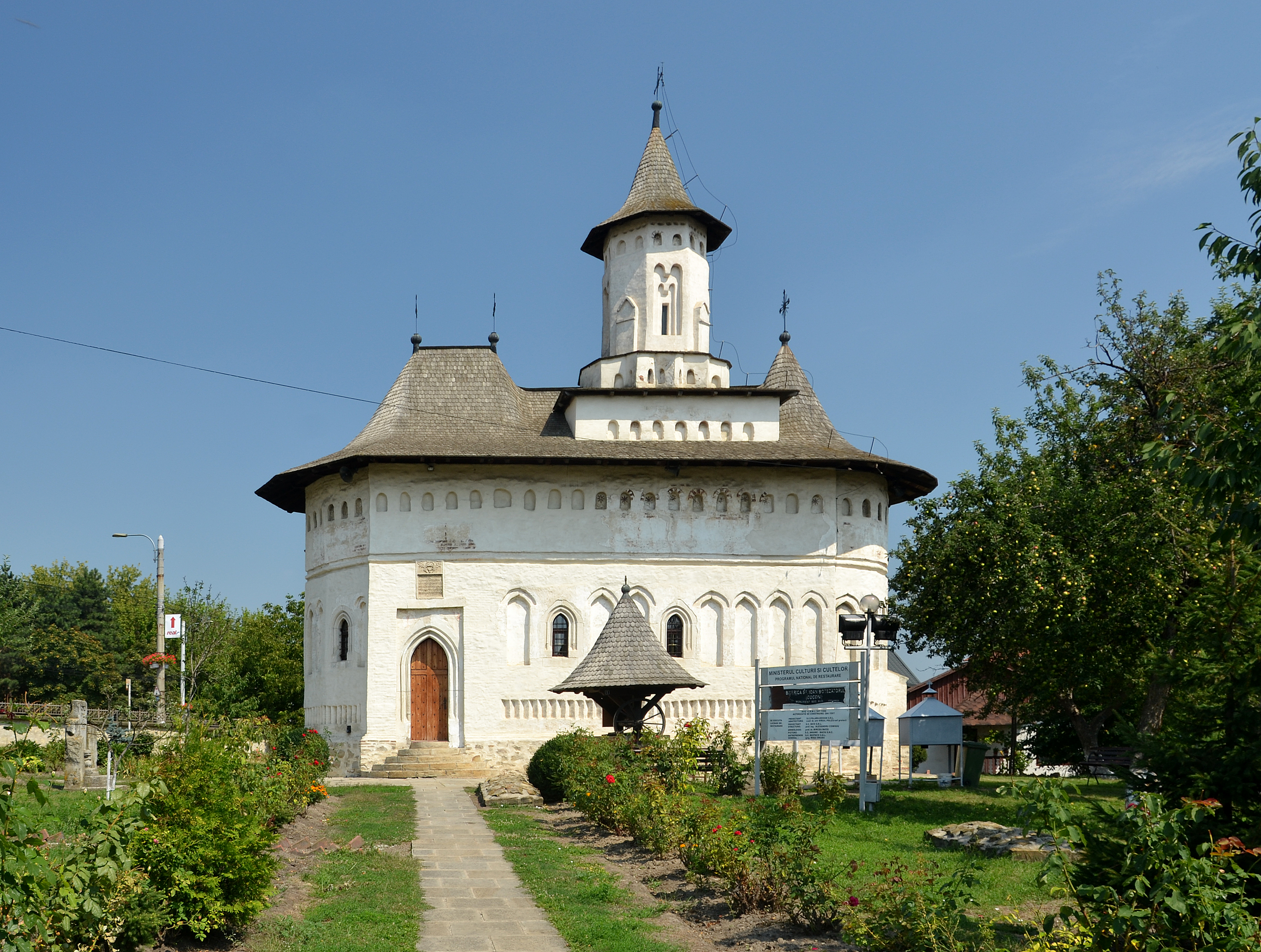
Biserica
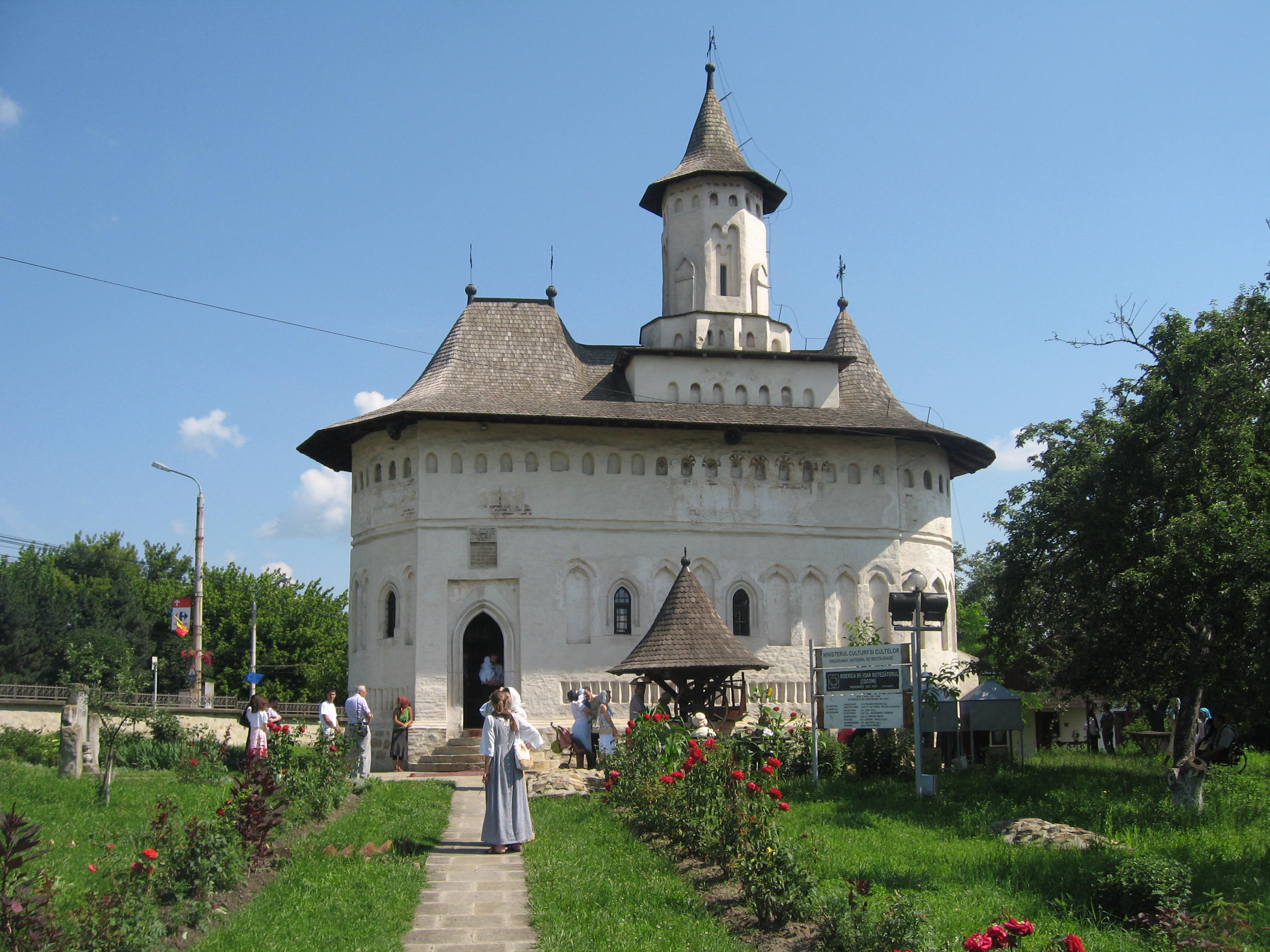
Biserica
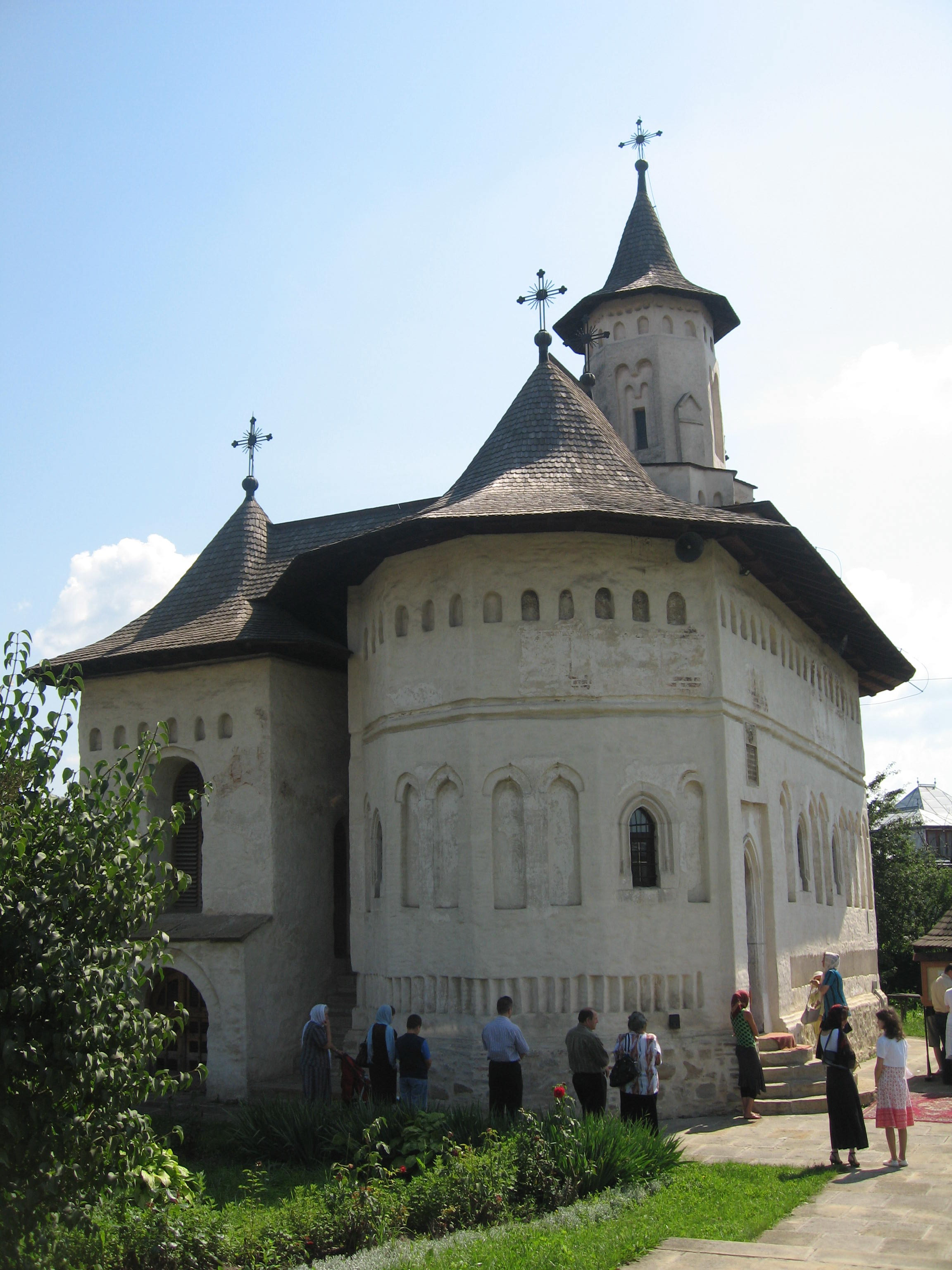
Biserica și turnul clopotniță
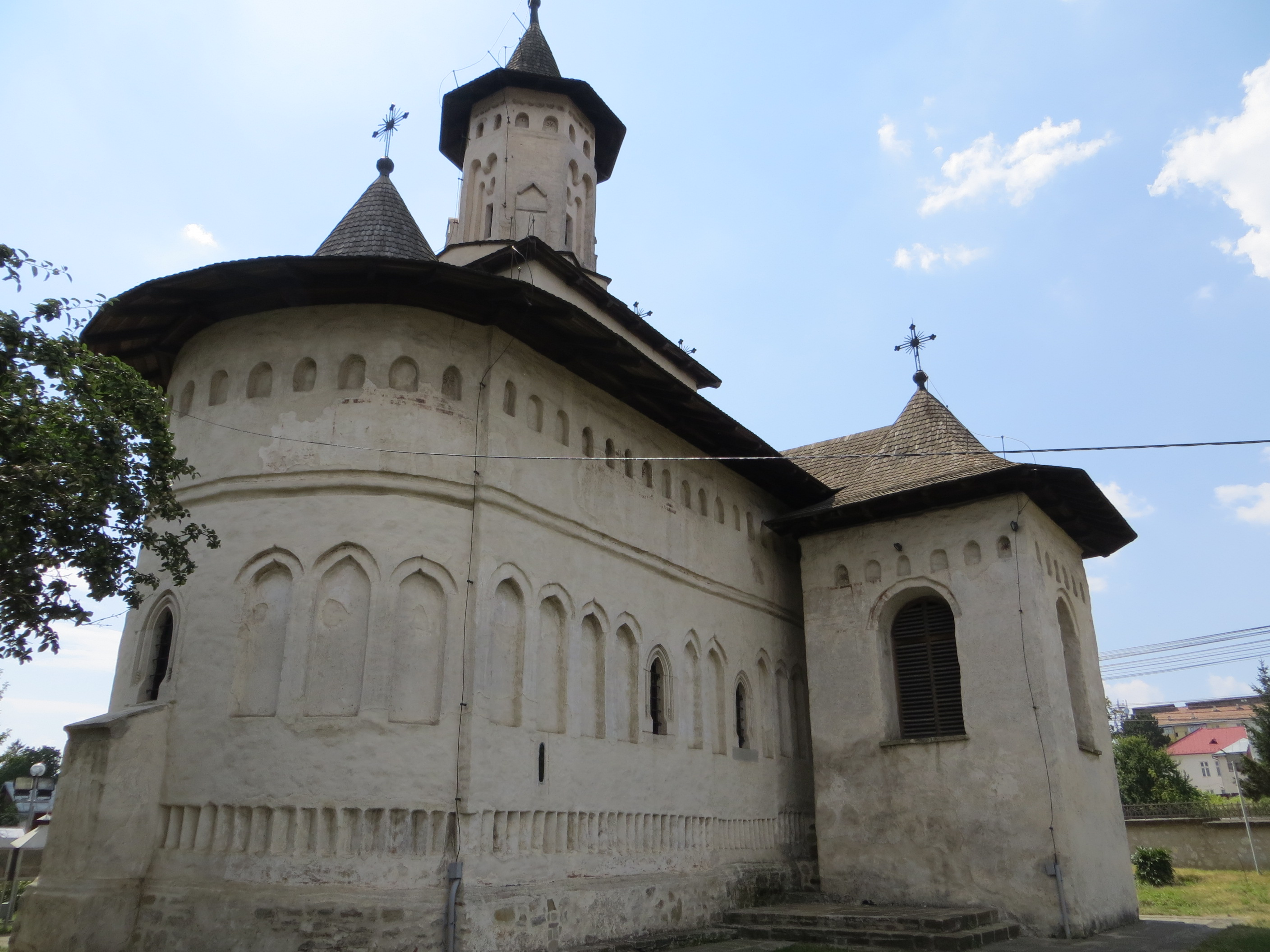
Biserica și turnul clopotniță
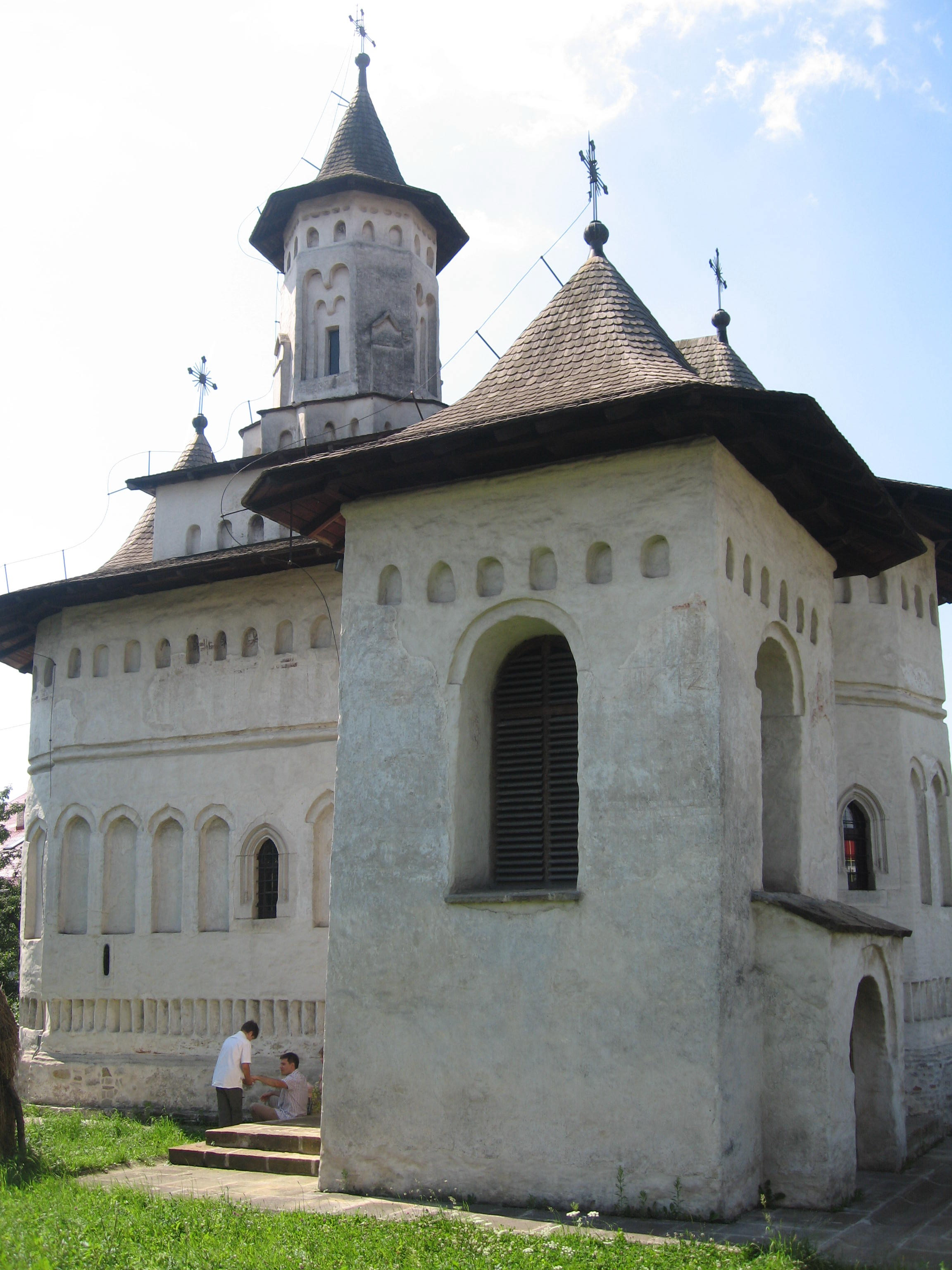
Turnul clopotniță
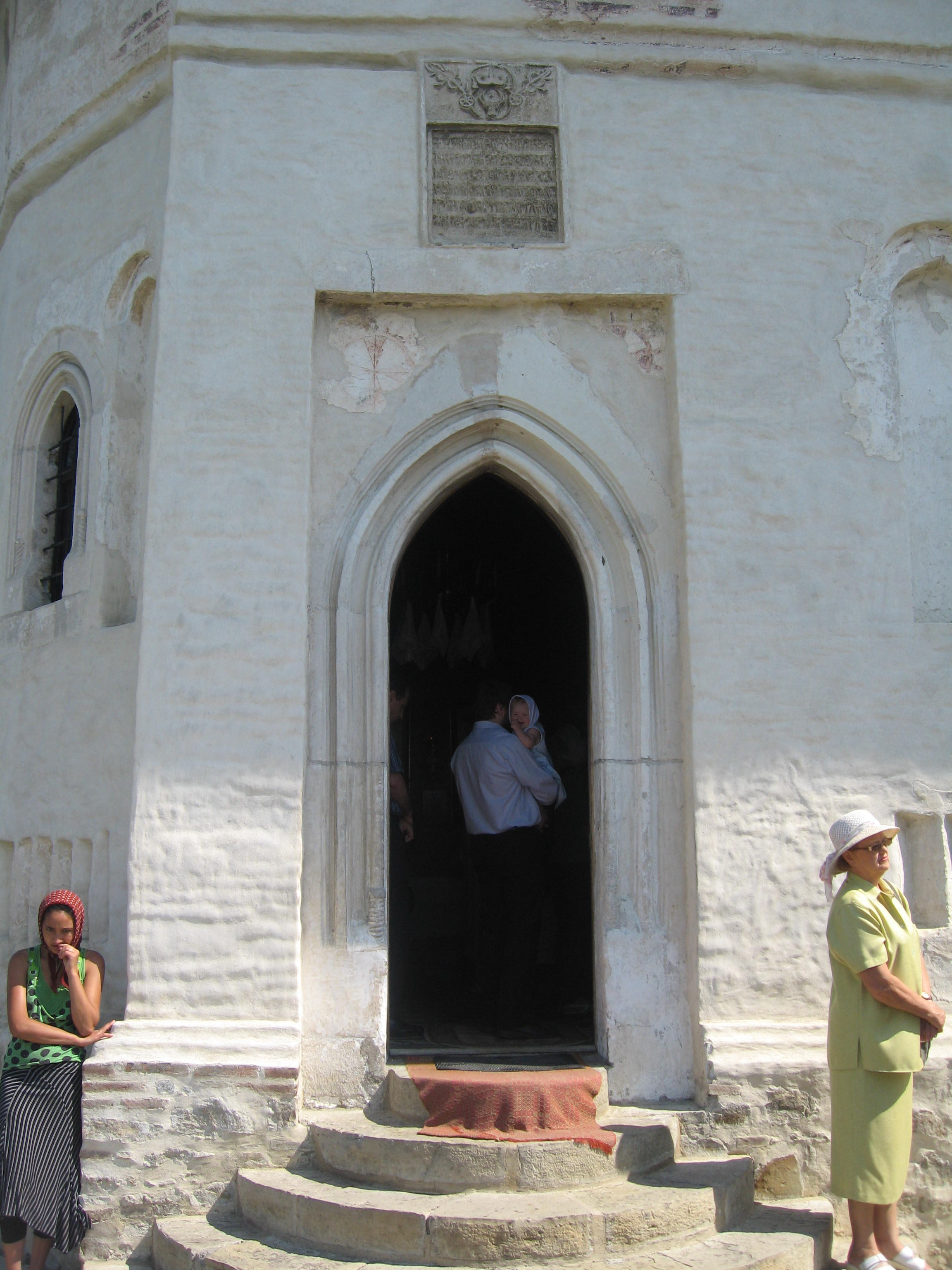
Portalul de intrare în biserică
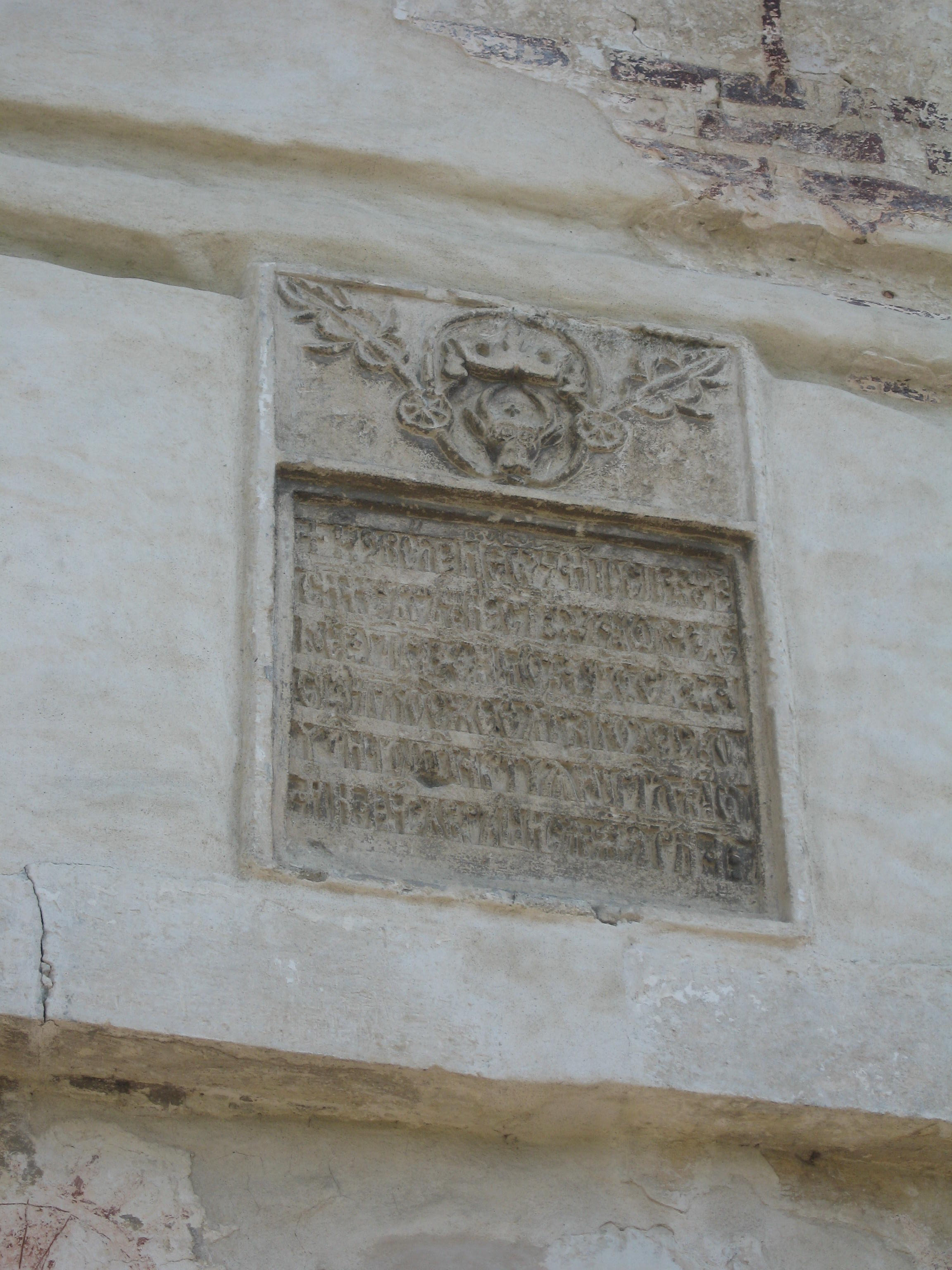
Pisania
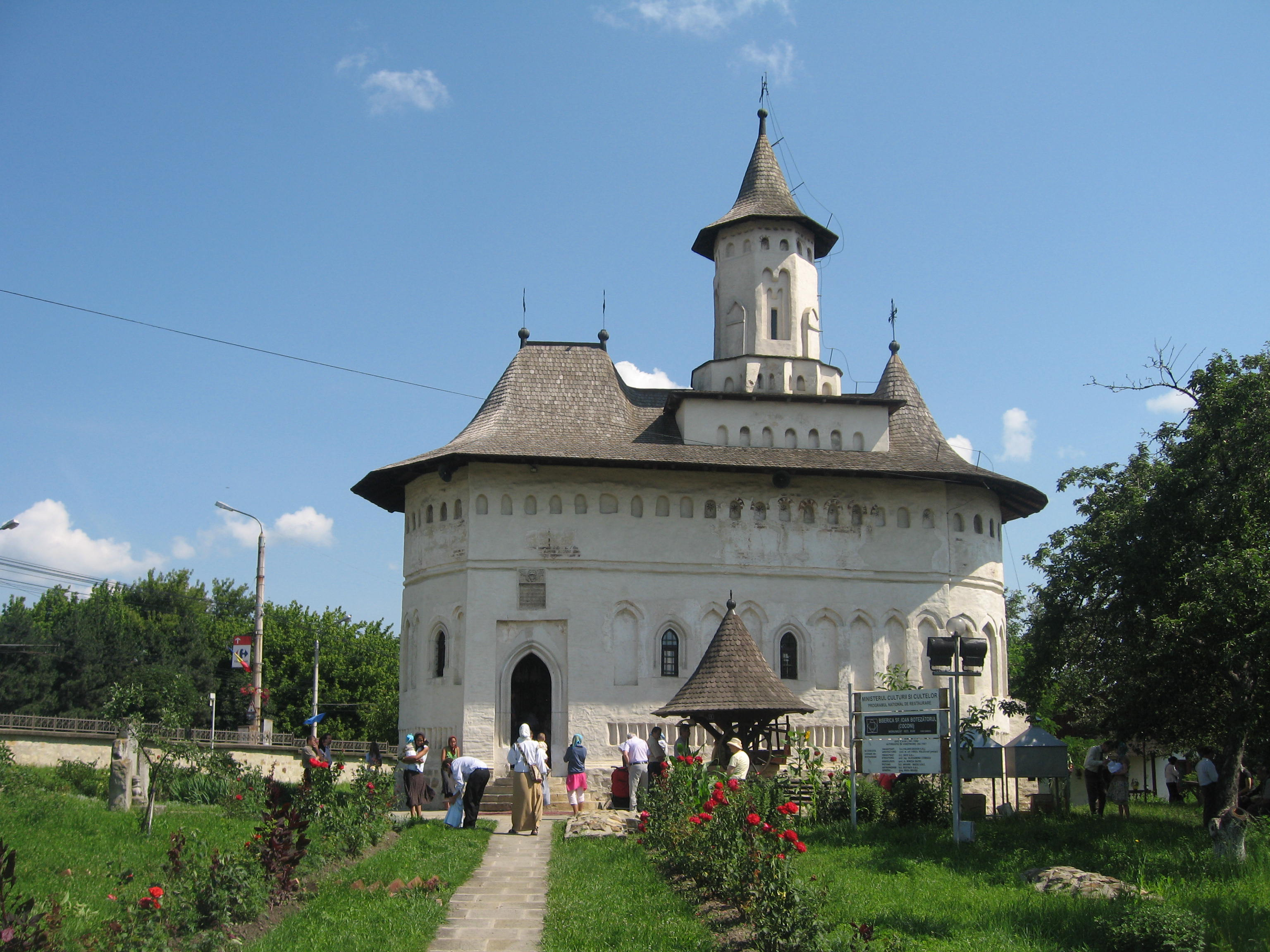
Biserica
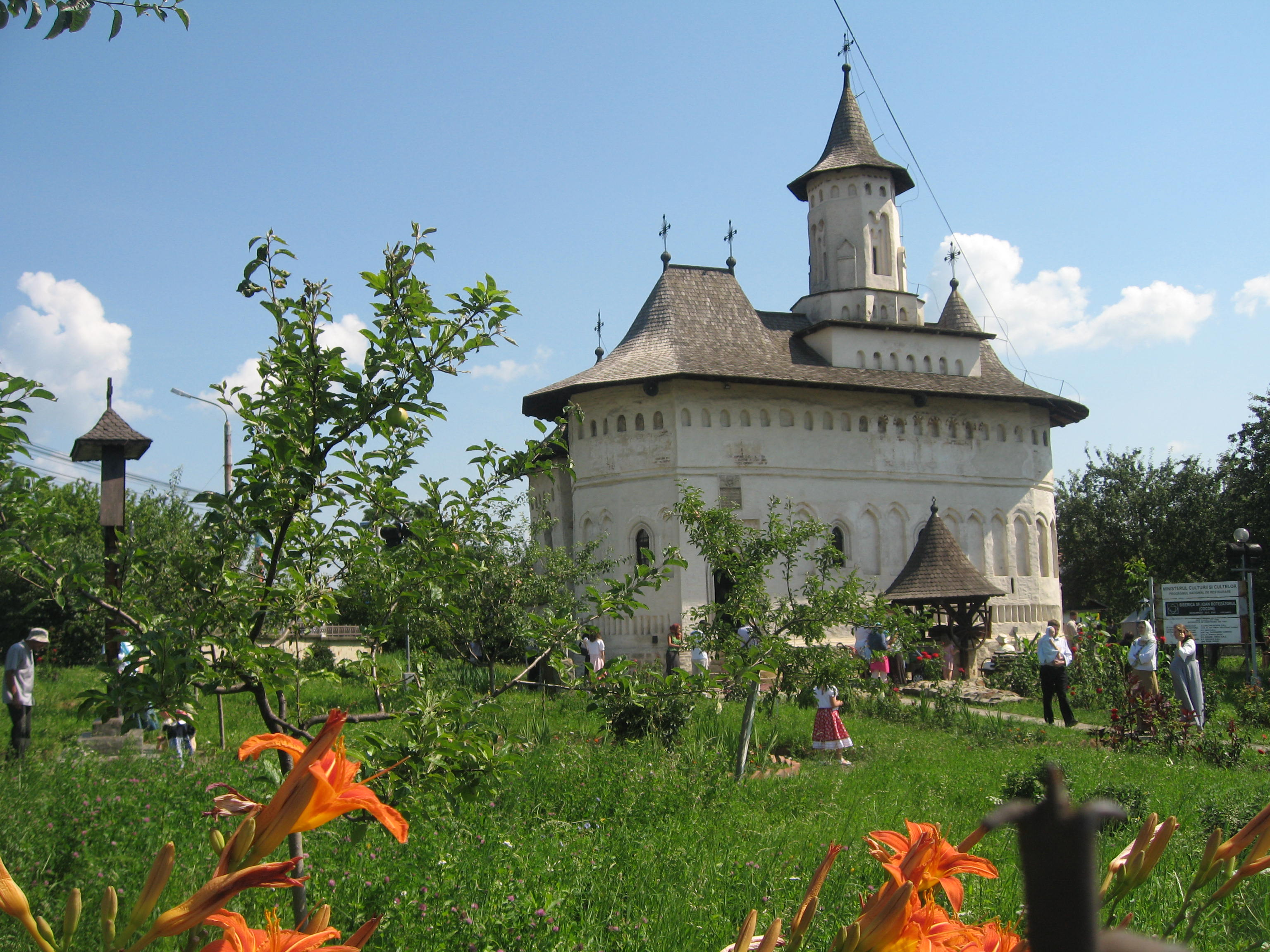
Biserica
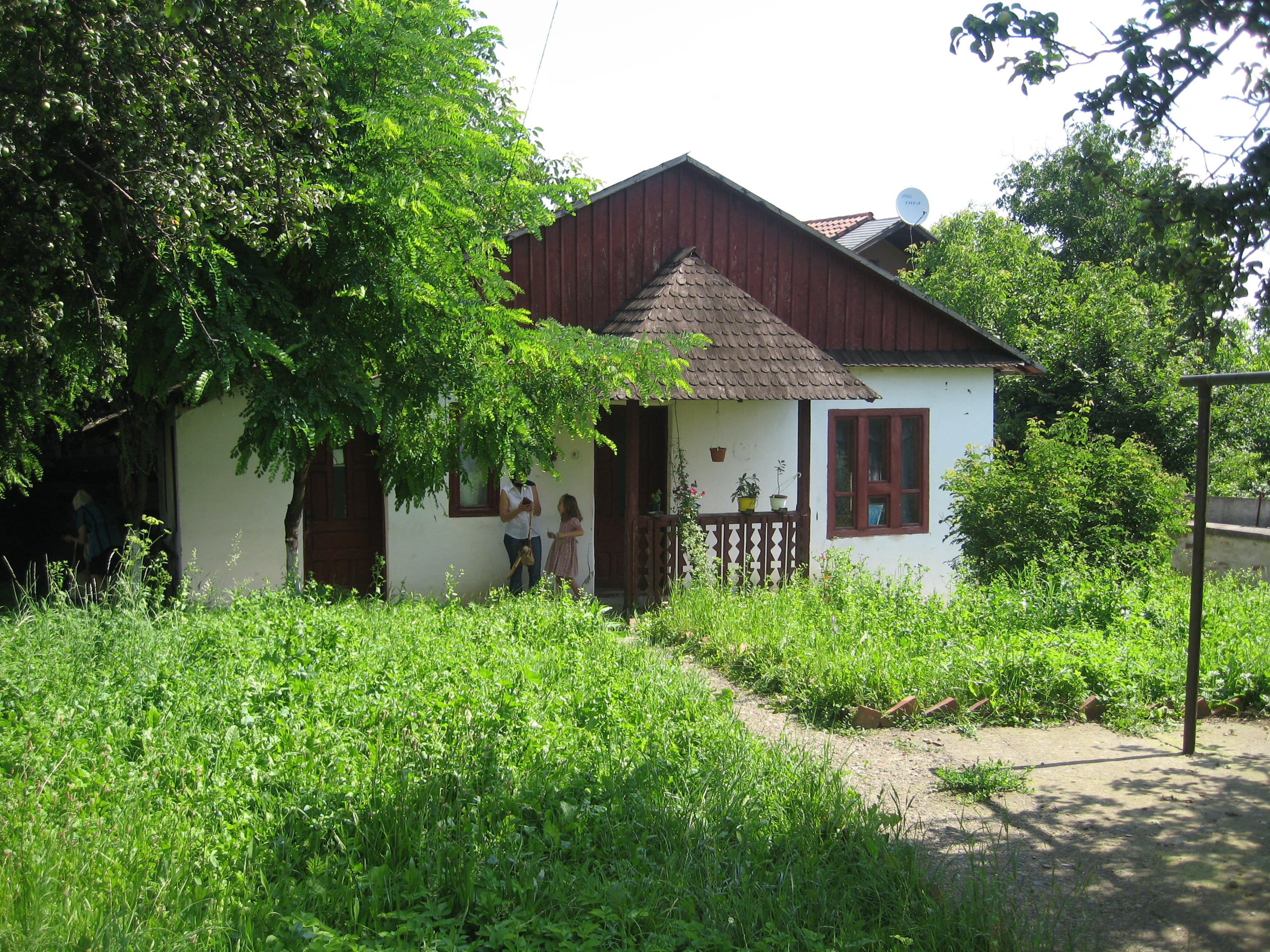
Casa parohială aflată în curtea bisericii